# 六氨合碳酸钴(III)
六氨合碳酸钴(III)是一种配位化合物，化学式为[Co(NH3)6][Co(CO3)3]。它可由三氯化六氨合钴(III)和三碳酸钴(III)钠反应制得。它和高氯酸、硝酸或三氟甲磺酸反应，可以得到[Co(NH3)6]3+相应阴离子的难溶盐以及[Co(H2O)6]3+的溶液。它可用于还原剂的氧化还原滴定。